# Guide Champérard

Le guide Champérard est un guide gastronomique publié en France, créé par René Pérard (Marc de Champérard) en 1981 à Lyon. Alain Bauer en est le directeur de la publication.

## Histoire
Le livre du guide Champérard a été publié pour la première fois en 1982, depuis cette date il publie tous les ans. En 2012, une polémique naît à la suite de la décision du guide Champérard de retirer un certain nombre de grandes tables françaises célèbres : Georges Blanc, Michel Troisgros, Michel Guérardet, Paul Bocuse, Jean-Michel Lorain, Philippe Mille ou encore Frédéric Anton au motif qu'« elles ne correspondent plus à leur réputation ». Au même moment, plusieurs grands chefs français comme Gilles Goujon et Georges Blanc demandent à ne plus être référencés par le guide, lui reprochant entre autres de ne pas payer ses additions élevées dans leurs restaurants.
René Pérard est décédé en avril 2018.

## Dissolution
La société Guide Champérard a été dissoute le 6 mars 2017.

## Controverses
En décembre 2014, le parquet national financier a confié une  enquête préliminaire à la direction centrale de la police judiciaire. Elle vise les contrats passés, de 2008 à 2014, entre la Caisse des dépôts et consignations (CDC) et la société du criminologue Alain Bauer, ABconseil.  
En novembre 2014, le site Mediapart affirmait qu'à son arrivée le directeur général de la CDC, Pierre-René Lemas, s'était étonné de la commande par ses prédécesseurs de notes sur la sécurité facturées 200 000 euros annuels (TVA comprise) par la société d'Alain Bauer, ami de Manuel Valls et proche de Nicolas Sarkozy ainsi que l'achat de plusieurs milliers d'exemplaires du Guide gastronomique Champérard, dont le directeur de la publication est Alain Bauer.
Ce dernier a répondu, concernant le Guide qu'il s'agissait pour la Caisse de disposer d'un cadeau de fin d'année et pour le Salon des maires,.